# Édouard Conte
Pour les articles homonymes, voir Conte (homonymie).
 (mars 2025).
La mise en forme du texte ne suit pas les recommandations de Wikipédia : il faut le « wikifier ».
Les points d'amélioration suivants sont les cas les plus fréquents :
- Les titres sont pré-formatés par le logiciel. Ils ne sont ni en capitales, ni en gras.
- Le texte ne doit pas être écrit en capitales (les noms de famille non plus), ni en gras, ni en italique, ni en « petit »…
- Le gras n'est utilisé que pour surligner le titre de l'article dans l'introduction, une seule fois.
- L'italique est rarement utilisé : mots en langue étrangère, titres d'œuvres, noms de bateaux, etc.
- Les citations ne sont pas en italique mais en corps de texte normal. Elles sont entourées par des guillemets français : « et ».
- Les listes à puces sont à éviter, des paragraphes rédigés étant largement préférés. Les tableaux sont à réserver à la présentation de données structurées (résultats, etc.).
- Les appels de note de bas de page (petits chiffres en exposant, introduits par l'outil «  Source ») sont à placer entre la fin de phrase et le point final[comme ça].
- Les liens internes (vers d'autres articles de Wikipédia) sont à choisir avec parcimonie. Créez des liens vers des articles approfondissant le sujet. Les termes génériques sans rapport avec le sujet sont à éviter, ainsi que les répétitions de liens vers un même terme.
- Les liens externes sont à placer uniquement dans une section « Liens externes », à la fin de l'article. Ces liens sont à choisir avec parcimonie suivant les règles définies. Si un lien sert de source à l'article, son insertion dans le texte est à faire par les notes de bas de page.
- La présentation des références doit suivre les conventions bibliographiques. Il est recommandé d'utiliser les modèles {{Ouvrage}}, {{Chapitre}}, {{Article}}, {{Lien web}} et/ou {{Bibliographie}}. Le mode d'édition visuel peut mettre en forme automatiquement les références.
- Insérer une infobox (cadre d'informations à droite) n'est pas obligatoire pour parachever la mise en page.

Pour une aide détaillée, merci de consulter Aide:Wikification.
Si vous pensez que ces points ont été résolus, vous pouvez retirer ce bandeau et améliorer la mise en forme d'un autre article.
Édouard Conte (* 1948 à Chicago) est un anthropologue social français, professeur émérite à l'université de Berne.

## Parcours
En 1967, Conte obtient son baccalauréat (philosophie, prix d'excellence) au lycée Gassendi de Digne (France). De 1967 à 1982, il a étudié entre autres à Kaboul, Aix-en-Provence, Londres et Francfort.
En 1982, il a obtenu un doctorat en anthropologie sociale à l'université de Londres.
Après ses études, Conte a été chargé d'activités scientifiques, notamment à Londres, Riyad, Paris et Münster.
En 2003, il a été nommé professeur ordinaire d'ethnologie générale à l'Université de Berne et codirecteur de l'Institut d'anthropologie sociale. Conte est directeur de recherche émérite au Centre national de la recherche scientifique français. (CNRS), où il est membre du Laboratoire d'anthropologie sociale.
Il est actuellement Research Fellow à l'Institut interfacultaire de recherche et de conseil dans le domaine de la famille de Université de Fribourg en Uechtland (Suisse). (Suisse).
Il est membre du conseil consultatif du Centre des sciences orientales de l'Université Martin Luther de Halle-Wittenberg.

## Recherches sur le terrain
Contes a mené des recherches au Tchad (1972-1974), en Égypte, en Jordanie et en Palestine. Elles ont porté en particulier sur les processus sexospécifiques de la parenté et du mariage, notamment dans le contexte des modifications du code du statut personnel. Dans le cadre du sous-projet B01, il a développé, en étroite collaboration avec le sociologue de l'agriculture François Ireton, des méthodes spécifiques pour mieux comprendre, dans une perspective diachronique, comment les structures de parenté basées sur la parenté et la classe sociale façonnent les modalités de transfert de propriété au sein d'un vaste collectif Dalit dans le Madhya Pradesh.

## Affiliations
- Association française pour l'étude du monde arabe et musulman
- Société des africanistes, Paris
- Associate Research Fellow, Department of Anthropology, University College London
- Membre du Groupement de recherche CNRS “Anthropologie comparative des sociétés musulmanes” (1984-1995)
- Membre du Groupement de recherche CNRS (GDR) “Sociétés musulmanes et pratiques iden-titaires” (1996-2001)
- Membre du “Réseau anthropologie comparative des sociétés musulmanes”, École pratique des hautes études et CNRS, Paris. (depuis 2003)
- Association européenne des anthropologues sociaux

## Publications (sélection)

### Monographies
- La Quête de la race. Une anthropologie du nazisme. Paris 1995 (en collaboration avec Cornelia Essner ; édition portugaise en 1998, édition italienne en 2000).
- Pouvoir et tradition en Afrique de l'Ouest : Anthropologie française et histoire africaine. Campus-Verlag Frankfurt/Main 1988.

### Essais/Contributions à des ouvrages/éditions
- Conte, Edouard (2014). A Contest of Concepts: 'Ètnos' and 'Ethnicity' Revisited in the Wake of the Cold War. In: Kollmar-Paulenz, Karénina; Reinhardt, Seline; Skrynnikova, Tatiana D. (Hg.) Religion and Ethnicity in Mongolian Societies. Studies in Oriental Religions: Vol. 69 (S. 9–28). Wiesbaden: Harrassowitz
- Conte, Edouard (2013). Intermediate report 2007–2011 SNSF Project 10001A-116415 "The Application of Islamic Family Law in Palestine and Israel: Text and Context" SNF
- Conte, Edouard (25. November 2011). Youthquake. The Arab revolt in transgenerational perspective (opening lecture). In: SEG Jahrestagung 2011 - Colloque annuel de la SSE 2011. Zürich.
- Conte, Edouard (2011). Adam et consorts. Germanité et filiation de la Genèse au Déluge selon les traditions musulmanes. In: Bonte, Pierre; Porqueres i Gené, Enric; Wilgaux, Jérôme (Hg.) L'argument de la filiation. Aux fondements des sociétés européennes et méditerranéennes (S. 39–71). Paris: Les éditions de la Maison des sciences de l'homme
- Conte, Edouard (2011). Julius Wellhausen und die 'Kinder Adams'. Die Aktualität der Orientalisten. In: Schnepel, Burkhard; Brands, Gunnar; Schönig, Hanne (Hg.) Orient - Orientalistik - Orientalismus. Geschichte und Aktualität einer Debatte. Colonial Studies (S. 43–70). Bielefeld: Transcript
- Conte, Edouard (2011). Prisms of Eurocentrism. In: Messerli, Paul; Schwinges, Rainer C.; Schmid, Thomas (Hg.) Entwicklungsmodell Europa: Entstehung, Ausbreitung und Herausforderung durch die Globalisierung (S. 39–67). Zürich: vdf Hochschulverlag
- Conte, Edouard (2011). Elles seront des sœurs pour nous. Le mariage par permutation au Proche-Orient. Études rurales(187), S. 157–200. Paris: Editions de l'Ecole des Hautes Études en Sciences Sociales EHESS
- Conte, Édouard (2010). Adam and his consorts. Nasab and Prophecy from the Genesis to the Flood according to Muslim Tradition. In: Historiography in its Arabic Age: Al-Baladhuri's Ansab al-Ashraf. Deutsches Orient-Institut, Kairo. Feb 27th - March 1st 2010.